# Catoosa (Oklahoma)
Catoosa – miejscowość w Stanach Zjednoczonych, w stanie Oklahoma, w hrabstwie Rogers.